# 谭明明案
谭明明案，又稱玛莎拉蒂追尾宝马案，2019年7月3日22时42分，河南省永城市一輛玛莎拉蒂追尾撞正在等待绿灯的宝马的交通事故，被撞的宝马的燃油箱起火，後座2乘客燒死、前排司機在ICU長期昏迷；撞人的玛莎拉蒂車內三人受傷。肇事司機为谭明明（23岁，女，无业）。
2020年11月6日，河南省商丘市中级人民法院在永城市人民法院公开宣判此案，以以危险方法危害公共安全罪，判处被告人谭明明无期徒刑，剥夺政治权利终身；判处被告人刘松涛有期徒刑三年，缓刑三年；判处被告人张小渠有期徒刑三年，缓刑三年。在案件审理过程中，三名被告人及其近亲属赔偿了被害方经济损失，并与被害方分别达成了和解协议。

## 案發經過
2019年7月3日22时42分许，谭明明醉酒驾驶（血液酒精含量167.66mg/100ml）的玛莎拉蒂莱万特越野车，与王某驾驶的正在等待绿灯的宝马740发生追尾，宝马车被撞出数十米远并起火燃烧，造成车内2人（葛保景，男，44岁；贾文华，男，43岁）当场燒死、1人（司机王交通，男，31岁）受伤；肇事车内3人受伤。在此次事故前，22时40分许，谭明明3人驾乘车辆在永城市地税巷时，与8辆轿车发生轻微刮蹭，造成人员伤亡。谭明明驾车逃逸。
据当地媒体报道，谭明明父母做皮革生意，家境富裕。

## 后续
2020年1月16日，河南省商丘市中级人民法院在永城市公开开庭审理了商丘市人民检察院指控的被告人谭明明、刘松涛、张小渠犯以危险方法危害公共安全罪及附带民事诉讼原告人乔素梅、王交通等人提起附带民事诉讼一案。
2020年5月，受害方向媒体表示，未收到457万赔付。
2020年11月6日，河南省商丘市中级人民法院在永城市人民法院公开宣判此案，以以危险方法危害公共安全罪，判处被告人谭明明无期徒刑，剥夺政治权利终身；判处被告人刘松涛有期徒刑三年，缓刑三年；判处被告人张小渠有期徒刑三年，缓刑三年。在案件审理过程中，三名被告人及其近亲属赔偿了被害方经济损失，并与被害方分别达成了和解协议。